# 音频滤波器

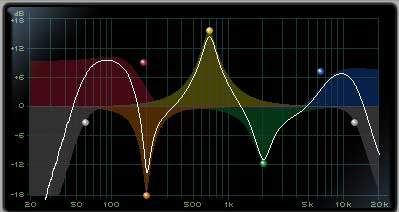
数字域参数均衡

音频滤波器 (英語：Audio filter) ，也称作音频过滤器，是一种频率相关电路，工作在音频频率范围0Hz至20kHz内。音频滤波器可以放大（增强）、通过或衰减（削减）某些频率范围。存在多种类型的滤波器，适用于不同的音频应用，包括高保真立体声系统、音乐合成器、效果器、扩声系统、乐器放大器和虚拟现实系统。

## 类型

### 低通
低通滤波器使低于其截止频率的频率通过，并逐渐衰减高于截止频率的频率。低通滤波器用于分音器，以消除发送到低频低音炮系统的信号中的高频内容。

### 高通
高通滤波器的作用相反，它使高于截止频率的高频通过，并逐渐衰减低于截止频率的频率。高通滤波器可用于音频分频器，以消除发送到高音扬声器信号中的低频内容。

### 带通
带通滤波器使两个截止频率之间的频率通过，同时衰减范围之外的频率。带阻滤波器衰减两个截止频率之间的频率，同时使“拒绝”范围之外的频率通过。

### 全通
全通滤波器使所有频率通过，但会根据其频率影响任何给定正弦分量的相位。